# Asplundia luetzelburgii
Asplundia luetzelburgii är en enhjärtbladig växtart som beskrevs av Gunnar Wilhelm Harling. Asplundia luetzelburgii ingår i släktet Asplundia och familjen Cyclanthaceae. Inga underarter finns listade.